# La Valldemossa que Volem
La Valldemossa que Volem (VqV) és una formació municipalista mallorquina de Valldemossa que es defineix com una agrupació progressista, democràtica, ecologista i nacionalista.

## Història
Els orígens de l'agrupació d'electors La Valldemossa que Volem es remunten al setembre de l'any 1998, quan un grup de veïnats es constituïren com a col·lectiu i començaren a recollir firmes per a aturar la macrourbanització i el camp de golf prevists a Son Ferrandell, que haurien duplicat la població de Valldemossa i destruït un dels paratges més valuosos de Valldemossa. El 13 de setembre de 1998 hi hagué una manifestació per a mostrar el rebuig al golf i la macrourbanització de Son Ferrandell. Un grup de persones del col·lectiu constituïren una agrupació d'electors i es van presentar a les Eleccions municipals espanyoles de 1999 obtenint dos regidors: Elsa Fernández-Pacheco i Ferran Mercant, que quedar a l'oposició. A les Eleccions municipals espanyoles de 2003 es repetiren els dos regidors, que foren Jaume Vila Mulet i Martí Àvila i més tard Rosa Capllonch i Antoni Colom sent l'únic partit a l'oposició.
A les Eleccions municipals espanyoles de 2007, amb tres regidors van arribar a un acord de pacte amb Unió Mallorquina (un regidor) i el Grup Independent de Valldemossa (un regidor), el cap de llista, Jaume Vila, fou batle els dos primers anys de legislatura, escollint un nou batle després d'haver estat presidit durant vint-i-nou anys per Joan Muntaner Marroig. i amb la reedició del pacte, des de juny de 2012. El pacte es va reeditar la següent legislatura i es va convertir de nou en alcalde el juny de 2014. fins les Eleccions municipals espanyoles de 2015 en què Grup Independent de Valldemossa va guanyar per majoria absoluta, que va renovar en les eleccions de 2015 i 2019, quan VqV va obtenir 3 i 2 regidors, respectivament.